# Pătrat perfect
În matematică, un pătrat perfect, număr pătrat sau număr pătratic‎ este un număr întreg care este pătratul unui alt număr. Rădăcina pătrată a unui pătrat perfect este un număr întreg.
Notația obișnuită pentru pătratul unui număr n nu este produsul n × n, ci puterea n2, citită „n la pătrat” sau „n pătrat”. Numele de pătrat provine de la denumirea figurii omonime.
De exemplu, 9 este un pătrat perfect, fiind pătratul lui 3:
| 32 = 9 |

Un pătrat perfect se poate recunoaște după ultima cifră. Ea permite identificarea rapidă a numerelor care nu sunt pătrate perfecte, prin prezența cifrelor 2, 3, 7, 8.
Un pătrat perfect este, de asemenea, suma a două numere triunghiulare consecutive. 
Suma a două numere pătrate perfecte consecutive este un număr centrat pătratic. 
Fiecare pătrat perfect impar este, de asemenea, un număr centrat octogonal.
Suma a trei numere pătrate perfecte impare are restul 3 la împărțirea cu 8.
Noțiunea pătrat perfect este implicată în obținerea rădăcinilor ecuației algebrice de gradul doi prin aducerea expresiei algebrice trinom de gradul doi la forma unui pătrat perfect algebric al unui binom.